# NGC 7451
NGC 7451 (również PGC 70245 lub UGC 12299) – galaktyka spiralna z poprzeczką (SBbc), znajdująca się w gwiazdozbiorze Pegaza. Odkrył ją Otto Struve 7 grudnia 1865 roku.
W galaktyce tej zaobserwowano supernową SN 2008hl.